# Tony Buck
Tony Buck, właśc. Anthony Jude Joseph Buck (ur. 29 grudnia 1936, zm. 15 listopada 2021) – brytyjski zapaśnik walczący w stylu wolnym. Olimpijczyk z Tokio w 1964, gdzie odpadł w eliminacjach w kategorii 97 kg. Złoty medalista igrzysk Imperium Brytyjskiego i Wspólnoty Brytyjskiej w 1962 roku, gdzie reprezentował Anglię.
Sześciokrotny mistrz kraju w latach: 1957, 1961, 1966 (120 kg), 1962, 1963 i 1965 (97 kg).
- Turniej w Tokio w 1964

Przegrał z Shun’ichi Kawano z Japonii i Gholamem Rezą Tachtim z Iranu.